# Лифт за инвалидска колица
Лифт за инвалидска колица, платформа за инвалидска колица, или вертикално подижућа платформа, је уређај на електрични погон која раде  преко даљинског управљача,  дизајнирана тако да може да подигне инвалидска колица и путника у њима како би он савладао степенаице и друге фертикалне физичке баријере.
Ови покретни уређаји се често постављају и у домовима особа са инвалидитетом као алтернатива степеништу, и превозе само путника, а не његова/њена инвалидска колица или скутер за кретање.
Лифтови за инвалидска колица могу се инсталирати у домовима, јавним установама, подземним пролазима, предузећима, школама. Често се додају и приватним и јавним возилима како би се испунили захтеви приступачности прописани закону о инвалидности усаобраћају. 

## Стамбени и пословни лифтови
Стамбени лифт за инвалидска колица се обично инсталира унутар или изван куће особа са инвалидитетом како би се омогућио приступ инвалидским колицима. Најчешће је лифт за инвалидска колица постављен уз палубу, трем или подигнута улазна врата. У неким ситуацијама лифт може да замени степениште. Поред тога, сет степеница и подест се могу израдити по мери да би се обезбедио приступ преко лифта или степеница.
Комерцијални лифтови за инвалидска колица се често постављају како би се испунили АДА захтеви, када је лифт прескуп или ће се користити само повремено. Ови лифтови се обично планирају током изградње или реновирања комерцијалног/пословног простора. 
Комерцијални лифтови за инвалидска колица могу уградити у ресторанима, баровима, црквама, друштвеним центрима и многим другим пословним местима.

## Вертикални лифтови у затвореном и на отвореном
Унутарњи вертикални платформски лифт - функционише на сличан начин као лифт који се инсталиран унутар простора за дизалицу или шахт лифта. Иако је уградња вертикалне платформе слична оној у лифту, много је јефтинија. Неки модели нуде опције за завршетак вертикалног лифта платформе како би он функционисао више као кућни лифт.
Вертикална платформа - лифт на отвореном - може укључивати фабрички направљена кућишта причвршћена са спољашње стране ѕграде, и која штите корисника од временских неприлика и одржавају их сувим. Кућиште делује као отвор за пролаз унутар затвореног простора са капијама или вратима која се додају на улазу или излазу.

## Рампе, платформе или лифтови у превозним средствима
Године 2002. иновације су омогућиле развој лифтова за инвалидска колица који помажу људима да уђу у кабине камиона, тако да могу да возе или управљају тешком опремом. Лифтови за инвалидска колица се такође могу користити за утовар скутера који користе инвалииди.
Нископодна транзитна возила (аутобуси, трамваји, лаки вагони) – данас се све више опремају рампама или мостовима, а не лифтовима – да би касније почели да постају чешћа од лифтова за тешка транзитна возила, док се лифтови и даље користе у паратранзитним возилима и авионима.
Док нека комби возила која су доступни за инвалидска колица користе погонски лифт да помогну путницима при укрцавању, рампа за инвалидска колица је обично јефтинија за ову сврху и често се инсталира и на минивеновима. 
Комби возила пуне величине захтевају коришћење платформског лифта. Постоје две врсте платформских лифтова инсталираних на комбији возилима приступачним за инвалидска колица: једанокраки и двокраки. Једнокраки лифтови за инвалидска колица се користе само у апликацијама са бочним улазом. Заузимају мање унутрашњег простора и остављају путнички улаз отвореним; међутим, они имају мањи капацитет дизања од лифтова са два нкрака. 
Већина лифтова за инвалидска колица са два крака имају капацитет дизања до 800 фунти. Ови лифтови заузимају више унутрашњег простора и блокирају бочни улаз и, из ових разлога, често се монтирају у задњи део возила за апликације са задњим улазом.